# دي إس بي ميديا
دي إس بي ميديا (بالإنجليزية: DSP Media)‏ كانت تعرف في سابق باسم دي إس بي إنترتينمنت وهي شركة ترفيهية كورية جنوبية، يقع مقرها في سيئول. تأسست عام 1991 بواسطة لي هويون. تقوم الشركة بإنتاج الموسيقى، والتسويق، وإدارة أعمال المشاهير وتوزيع الموسيقى وغيرها.

## فنانون

### فرق موسيقية
- رينبو (2009 - تفككوا 2016)
- إي جكس (2012 - انتقلوا إلى وكاله YG)
- أبريل (2015 - الآن)
- K.A.R.D (فرقة مختلطة) كارد (2016-الآن
- دبل اس فايف أو ون (2005-الآن)
- ميراي (MIRAE) (2021_الآن)

### فنانون منفردون
- غو ها را

### ممثلون
- هان سنغ يون
- باك غيو ري

### سابقون
- لي هيوري (2005 - 2006)
- إي هيو ري
- جانغ نيكول
- كانغ جي يونغ
- كارا (2008-2016) [2]

## وصلات خارجية
- الموقع الإلكتروني